# 中央大街

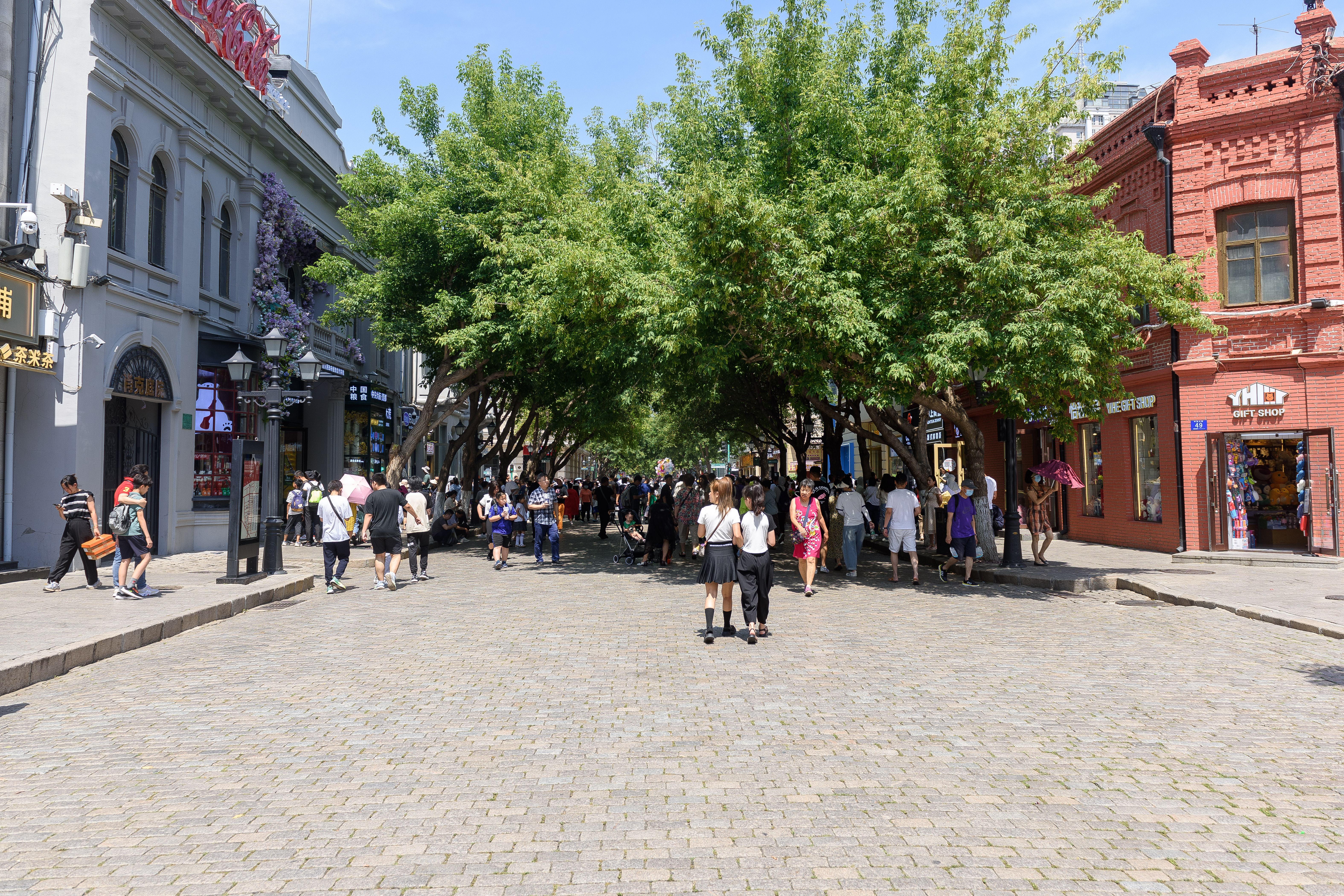
中央大街

中央大街（ちゅうおうたいがい）は、中華人民共和国黒竜江省ハルビン市道裏区にあるハルビン市役所公認の、アジア最大の石畳の目抜き通り。

## 概要
ハルビンを代表する歴史的な大通りで、ロシア統治時代は「中国人街」（ロシア語でキタイスカヤ）と呼ばれた。南北の直線の通りで全長1450m・幅21.34m（内、車道の幅は10.8m）。南端は経緯街（十字街）、北端は松花江防洪記念塔。
ロシア統治時代の建築物が数多く残され、「東方のパリ」とも称される西洋風の街並みが一直線に北の松花江に向かう。道をはさみ、欧州風建築物が建ち並び、その数は71棟。ほかに、ルネサンス式、バロック式、折衷式など中国でも珍しい多種多様な市指定建築物が13棟、保護建築は36棟ある。現在の花崗岩で敷き詰められた道は1924年に建設されたものである。その後も改築が重ねられ、現在は中心通りは歩行者天国となり、その後の中国の都市の通りの手本となった。
夜はライトアップされ、遅くまで多くの人でにぎわう。現在もハルビン随一のショッピング街となっており、ロシア料理店や人気中華料理店、踊りが見られる北朝鮮国営レストランなどもある。2006年にはモダンなショッピングセンター「EURO PLAZA」がオープンした。

## 歴史
- 1900年に建設が始められる。

- 1903年（清の光緒29年）帝政ロシアがこのあたりを鉄道付属地に組み入れた後に急速に開発が進み、欧米や日本の銀行、商店などでにぎわう満州有数の商業地に発展する。

- 1925年に改築。

- 1928年7月 正式に現在名である“中央大街”に改称。

- 1986年 ハルビン市人民政府は通りを保存建築物に指定、街並みの保護の方針を固める。

- 1996年8月 歩行者天国とするよう改造工事が行われる。

- 1997年6月1日 歩行者天国が一般に開放され、中国でも有数の商業通りとなる。

- 2010年 第1回「中国歴史文化名街」の1つに選定される[1]。

## 主な建築

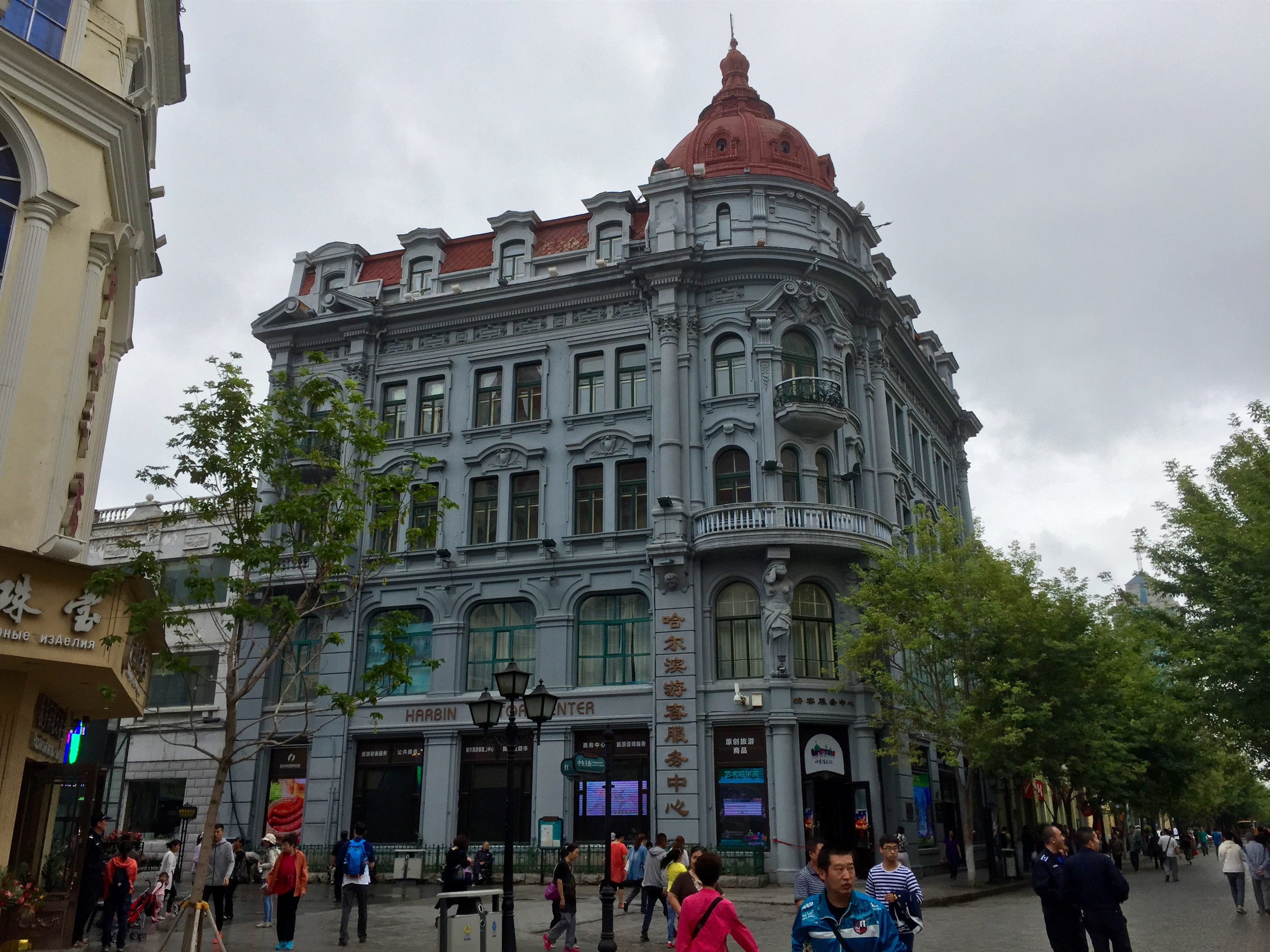
松浦洋行のビル。1909年竣工

- 2~10号 旧ハルビン一等郵便局（1941年建設）。
- 19~23号 旧アグロフ洋行。
- 88~92号 旧カフェミニアチュール（1921年建設）。
- 89号 モデルンホテル（1913年建設）。
- 107号 旧秋林洋行（1919年建設 折衷主義建築）。
- 120号 旧松浦洋行（バロック様式）‐松浦吉松が設立した鉄筋コンクリート5階建ての百貨店[2]。

すべての歴史的な建物については解説のプレートがはめ込まれ、通り自体がハルビン市の保存建築物に指定されている。

## アクセス
ハルビン地下鉄2号線中央大街駅が近くにある。